# Rajastjärnen, Lappland
Rajastjärnen är en sjö i Storumans kommun i Lappland och ingår i Umeälvens huvudavrinningsområde.